# Holzen (Dortmund)
Holzen ist ein südöstlicher Dortmunder Stadtteil im Stadtbezirk Hörde. Als einer der wenigen Stadtteile Dortmunds liegt Holzen südlich vom Hauptkamm des Ardeygebirges an der Stadtgrenze zu Schwerte. Am 1. Januar 1975 wurde die bis dahin selbstständige Gemeinde aufgelöst. Dortmund erhielt 5,62 km² mit damals 5259 Einwohnern. In die Stadt Schwerte wurden 1,91 km² mit damals 3100 Einwohnern umgegliedert. Die Autobahn A1 wurde als neue Grenze zwischen Dortmund und Schwerte festgelegt.
Der Begriff Holzen wird zum einen von den üppigen Waldflächen im Stadtteil abgeleitet, zum anderen deutet der Begriff eine weitläufige Gegend an. Holzen, früher Holthusen genannt, wurde 1486 erstmals im Schatzbuch der Grafschaft von der Mark mit elf Höfen oder Kotten erwähnt.
Das Ortsteilzentrum ist im Kreuzungsbereich der Kreisstraße und des Heidewegs gelegen; es bietet alle Möglichkeiten einer Nahversorgung durch die Discounter Netto Marken-Discount, den Vollsortimenter Edeka und den zu Edeka gehörenden Getränkemarkt für den täglichen Bedarf an.
Neben der Freiwilligen Feuerwehr findet man dort auch den Schützenverein SV Holzen 1844, dessen Abteilung für Bogensport Olympiateilnehmer und Mannschaftsweltmeister gestellt hat.
Der bekannteste Sportverein des Stadtteils ist mit 1142 Mitgliedern der TuS Holzen-Sommerberg 92/07 e. V. Die Fußballabteilung spielt im Holzener Eintrachtstadion.

## Geographie
Holzen liegt am südöstlichen Dortmunder Stadtrand. Der Ortsteil Holzen ist etwa acht Kilometer Luftlinie von der Dortmunder Innenstadt entfernt. Er umfasst den eigentlichen Siedlungskern Holzens im Süden, sowie das große, direkt an Höchsten angrenzende Wohngebiet Sommerberg im Norden.
Zum statistischen Bezirk Holzen gehört neben dem Ortsteil Holzen zudem auch der nördlich angrenzende Ortsteil Höchsten.
Der eigentliche Siedlungskern Holzens ist im Norden und Osten neben Reiheneigenheimen, insbesondere von Mehrfamilienhäusern geprägt. Im südlichen und westlichen Bereich des Siedlungskerns befinden sich überwiegend Ein- bis Zweifamilienhäuser. An diesen Siedlungskern schließen sich westlich und nordwestlich, in Richtung der Wittbräucker Straße mehrere sehr gehobene Wohngebiete mit großzügigen Einfamilienhäusern und Villen, teilweise auf parkähnlichen Grundstücken, an.
Das Wohngebiet Sommerberg ist ebenfalls von großzügigen Einfamilienhäusern geprägt.
Das Landschaftsbild Holzens wird durch landwirtschaftliche Nutzflächen und Waldbestände geprägt.

## Bevölkerung
Zum 31. Dezember 2024 lebten 8.805 Einwohner in Holzen (mit Höchsten).
Struktur der Holzener Bevölkerung (mit Höchsten):
- Bevölkerungsanteil der unter 18-Jährigen: 14,9 % [Dortmunder Durchschnitt: 16,2 % (2018)][4]
- Bevölkerungsanteil der mindestens 65-Jährigen: 27,1 % [Dortmunder Durchschnitt: 20,2 % (2018)][5]
- Ausländeranteil: 5,3 % [Dortmunder Durchschnitt: 22,3 % (2024)][6]
- Arbeitslosenquote: 4,2 % [Dortmunder Durchschnitt: 11,0 % (2017)][7]

Das durchschnittliche Einkommen in Holzen liegt etwa 50 % über dem Dortmunder Durchschnitt.

### Bevölkerungsentwicklung
| Jahr      | 1987 | 2003 | 2008 | 2013 | 2016 | 2019 | 2022 | 2023 | 2024 |
| --------- | ---- | ---- | ---- | ---- | ---- | ---- | ---- | ---- | ---- |
| Einwohner | 8670 | 8533 | 9150 | 8989 | 9001 | 8951 | 8847 | 8885 | 8805 |